# 日本健康・栄養食品協会
公益財団法人日本健康・栄養食品協会（にほんけんこう・えいようしょくひんきょうかい、英: Japan Health Food & Nutrition Food Association）は、日本における健康食品・栄養食品関連の企業による業界団体。会員数は、2015年（平成27年）8月末時点で正会員679社、賛助会員11社である。

## 概要
元々は、改正前の民法第34条の規定に基づき、1979年（昭和54年）に設立された財団法人である。2008年（平成20年）12月1日から施行された「一般社団法人及び一般財団法人に関する法律」及び「公益社団法人及び公益財団法人の認定等に関する法律」により、自動的に特例財団法人となり、その後2011年（平成23年）に公益財団法人化された。

### 目的
協会の目的は、「健康食品、特別用途食品、特定保健用食品及び加工栄養食品に関する情報の収集、調査研究及び適切な知識の普及啓発を行うとともに、これら食品の栄養表示については健康増進法の趣旨に従い適正な普及に努め、会員及び関係業界の健全な運営のための指導を行い、また、健康食品については公衆衛生上の見地から基準の設定並びに当該認定制度の運営を行い、もって国民の健康の保持増進に寄与すること」となっている。

### 事業
上記の目的を達成するため、協会では以下の事業を行っている。
1. 健康補助食品の規格基準の設定及び当該基準に係る認定制度の運営・普及に関する事業（JHFAマーク）
2. 健康補助食品GMP認定制度の運営・普及に関する事業
3. 健康食品の安全性自主点検認証制度の運営・普及に関する事業
4. 保健機能食品（特定保健用食品、機能性表示食品、栄養機能食品）、特別用途食品の申請に係る支援・普及に関する事業
5. 食品表示基準に従った適切な栄養表示の普及に関する事業
6. 健康補助食品の適切な知識の普及啓発事業及び調査研究に関する事業
7. 学術誌の刊行及び海外文献の翻訳に関する事業
8. 「食品保健指導士」養成および認定に関する事業
9. 国内・外の情報及び資料の収集・管理並びに提供に関する事業